# To the End (canción)
«To the End» —en español: «Hasta el final»— es una canción de la banda inglesa de rock alternativo Blur. Aparece en su tercer álbum, Parklife, y fue lanzada como sencillo en mayo de 1994. La canción describe a una pareja que intenta sin éxito superar una mala racha en una relación, y cuenta con un acompañamiento orquestal completo con un estribillo coral en francés de Lætitia Sadier de Stereolab. La canción fue producida por Stephen Hague, a diferencia del resto del álbum Parklife, que fue producido por Stephen Street. Blur ha realizado varias grabaciones diferentes de la canción.

## Lanzamiento

### Sencillo
"To the End" fue lanzada el 30 de mayo de 1994 como el segundo single de Parklife. No fue uno de los grandes éxitos de Blur, situándose solo en el número 16 en la UK Singles Chart, a diferencia de los sencillos lanzados antes y después, que alcanzaron el Top 10.

### Versión francesa
Blur también grabó una versión en la que Albarn canta la voz principal en francés. Esta fue lanzada como la tercera pista en las ediciones de 12" y CD 2 del single "Parklife". Esta versión presenta una traducción francesa relativamente sencilla de la letra y tiene un sonido ligeramente demo.

## To the End (La Comedie)
En marzo de 1995 Blur volvió a grabar "To the End" en Abbey Road Studios con la cantante francesa Françoise Hardy, que canta algunos versos en francés, diferentes de los de la versión francesa de Albarn. La grabación se transformó en un dúo titulado "To the End (La Comedie)". Esta grabación fue lanzada como sencillo en Francia y se incluyó en el "Brit Pop Box Set" junto con otros sencillos de la época de Parklife. También fue lanzada como cara B del sencillo "Country House" y en las ediciones francesas del álbum The Great Escape.

## Video musical
El  video promocional de "To the End" fue dirigido por David Mold y filmado en Praga en 1994. De acuerdo con el uso del francés en la canción, el video es un pastiche de la película clásica de la Nueva ola francesa "El año pasado en Marienbad" (1961). El video de cuatro minutos imita el estilo, cinematografía y edición de la película y reproduce numerosas escenas de la misma. En él aparecen subtítulos relacionados con el argumento de la película y la banda toma el lugar de sus personajes: Damon Albarn interpreta a "X" y Graham Coxon es "M", ambos involucrados en un triángulo amoroso con una misteriosa mujer. El video fue lanzado en las ediciones VHS y DVD de Blur: The Best of.

## Popularidad
La canción fue reproducida en el final de la serie 1 de Channel 4, la comedia dramática Misfits.

## Lista de canciones
CD 1
1. «To the End»
2. «Threadneedle Street»
3. «Got Yer!»

CD 2
1. «To the End»
2. «Girls & Boys» (Pet Shop Boys 7" remix)
3. «Girls & Boys» (Pet Shop Boys 12" remix)

Casete
1. «To the End»
2. «Girls & Boys» (Pet Shop Boys 7" remix)
3. «Threadneedle Street»

12"
1. «To the End»
2. «Girls & Boys» (Pet Shop Boys 7" remix)
3. «Girls & Boys» (Pet Shop Boys 12" remix)

## Personal
- Damon Albarn - voces, sintetizadores, vibráfono
- Lætitia Sadier - voz
- Françoise Hardy - voz (La Comedie)
- Graham Coxon - clarinete, guitarra eléctrica
- Alex James - bajo
- Dave Rowntree - batería
- Stephen Hague - acordeón

## Posicionamiento en lista
| Listas (1994)    | Mejor posición |
| ---------------- | -------------- |
| UK Singles Chart | 16             |